# Антродоко
Антродоко (итал. Antrodoco) — город в Италии, расположен в регионе Лацио, подчинён административному центру Риети (провинция).
Население составляет 2845 человек, плотность населения составляет 45 чел./км². Занимает площадь 63 км². Почтовый индекс — 2013. Телефонный код — 00746.
Покровительницей города почитается святая Анна, празднование 26 июля.